# جینا باوک
جینا باوک (۱۹ اوت ۱۸۴۰ – ۲۷ مه ۱۹۲۶) نقاش سوئدی-آلمانی بود که به خاطر نقاشی های منظره، پرتره و حرفه اش به عنوان معلم و همچنین دوستی با برتا وگمن و پائولا مدرسون بکر شهرت داشت.

## آثار برگزیده

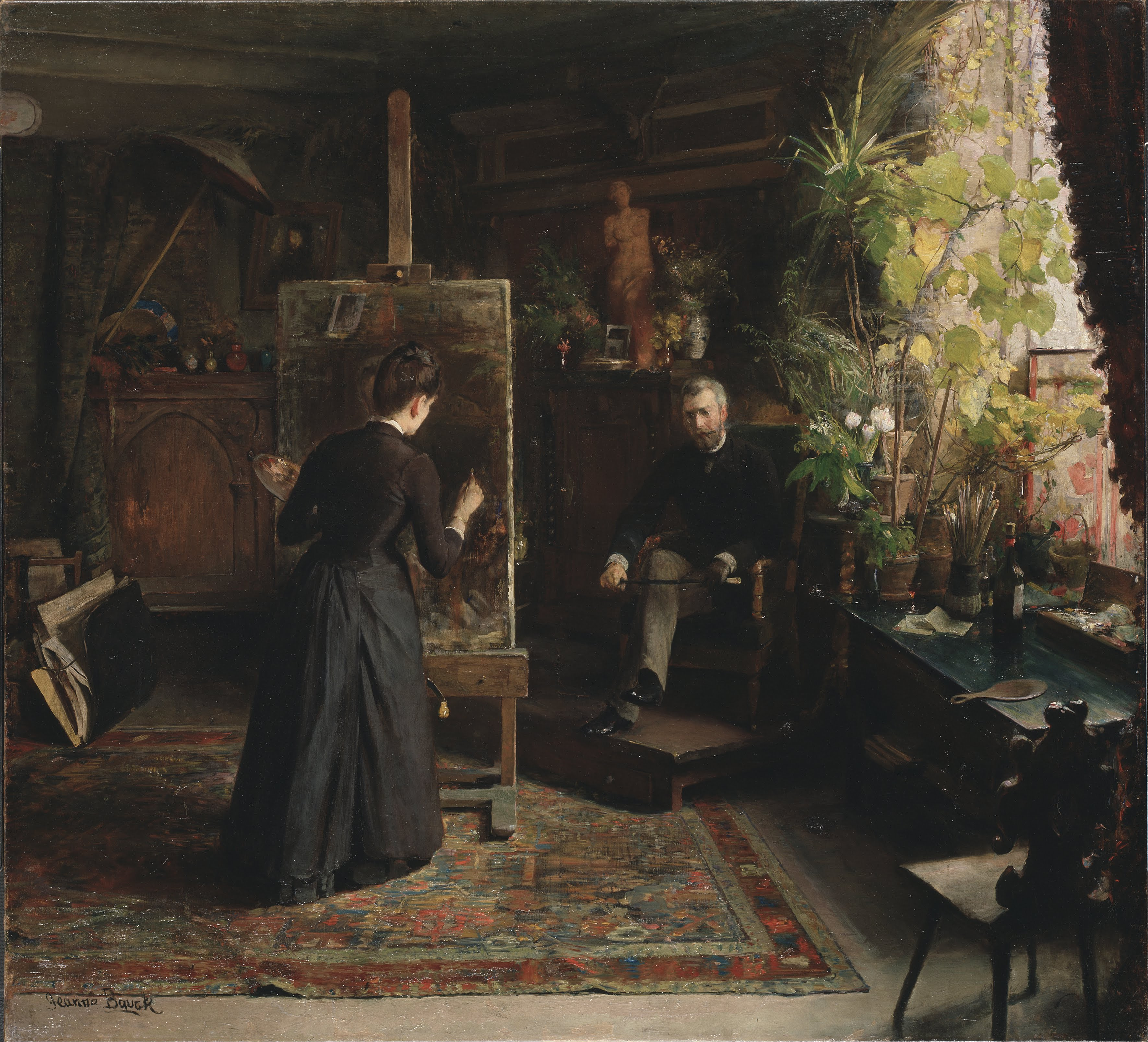
برتا وگمن در حال نقاشی پرتره
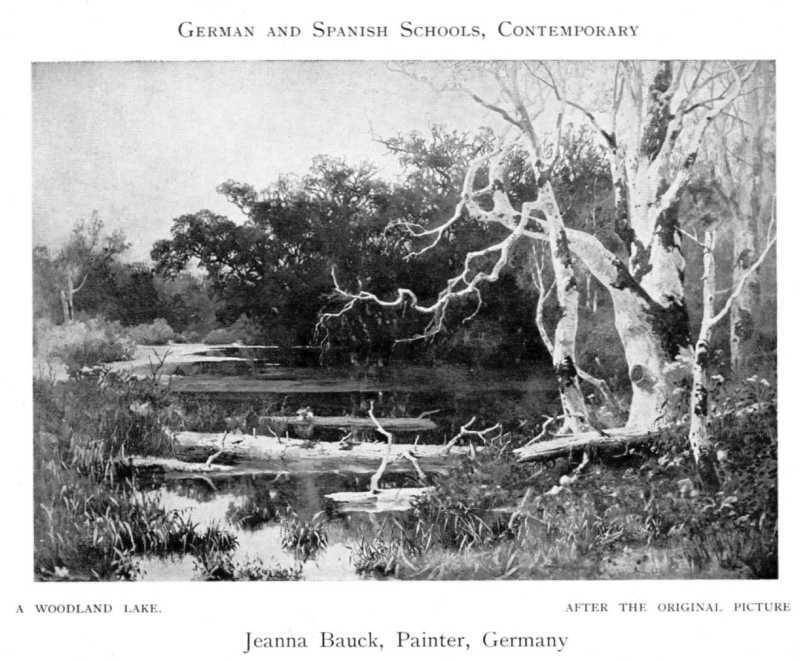
یک دریاچه جنگلی
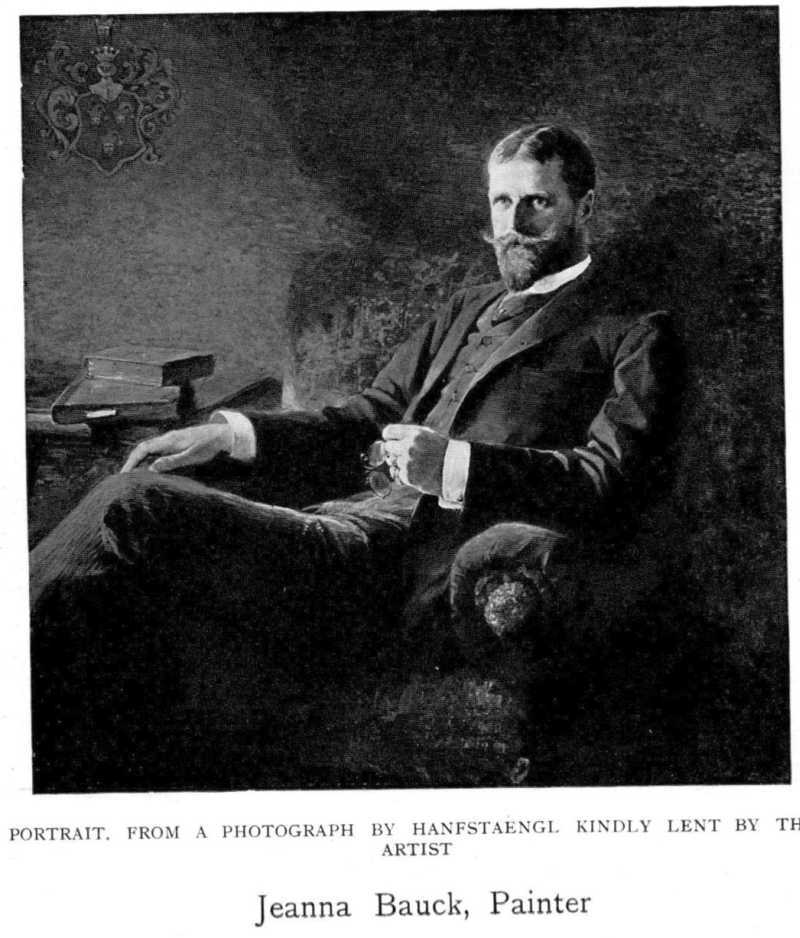
پرتره یک مرد